# EXPASA
EXPASA（エクスパーサ）は、中日本高速道路（NEXCO中日本）が高速道路のサービスエリアに展開する商業施設である。

## 概要
2005年の日本道路公団民営化により誕生した。NEXCO中日本が管理する高速道路のサービスエリアを、積極的に利用したくなる施設になることを目的として、施設の建設・展開をしている。従来のサービスエリアには出店していない、デパ地下や駅ナカにあるようなテナント（飲食店等）が多数入店している。
2010年9月17日午前8時、東名阪自動車道 御在所SA（上下線）に1号店となる「EXPASA御在所」のオープンを皮切りに今後、順次展開していく予定である。
2014年1月21日、高速道路以外で初・カフェ形式として初となる『EXPASA Cafe 羽田』が東京国際空港（羽田空港）第3旅客ターミナルビル 5階の『TOKYO POP TOWN』にオープンした。

## 名称
EXPASAという名称は、「外へ」・「超越」という意味を持つ、「EXCEED」・「EXCELSIOR」の「EX」とパーキングエリアの略称「PA」、サービスエリアの略称「SA」を組み合わせて作られた造語である。
ロゴマークは、EXPASAが自由に発展していくように、躍動感や軽やかさをイメージさせる羽ばたく蝶のようなデザインとなっている。

## 店舗
- EXPASA御在所（東名阪自動車道 御在所SA〈三重県四日市市〉） - 上下線・2010年9月17日午前8時 グランドオープン
- EXPASA多賀（名神高速道路 多賀SA〈滋賀県犬上郡多賀町〉） - 下り線・2010年11月3日午前8時 グランドオープン
- EXPASA足柄（東名高速道路 足柄SA〈上り線 静岡県御殿場市・下り線 静岡県駿東郡小山町〉） - 上下線・2010年11月25日午前8時 グランドオープン
- EXPASA談合坂（中央自動車道 談合坂SA〈山梨県上野原市〉） - 下り線・2011年6月16日午前6時 第1期オープン、2011年8月10日午前6時 第2期オープン、2011年11月25日午前8時 グランドオープン
- EXPASA海老名（東名高速道路 海老名SA〈神奈川県海老名市〉） - 上り線・2011年7月30日午前8時 1階リニューアルオープン、2011年8月10日午前8時 2階リニューアルオープン、2011年12月15日午前8時 グランドオープン、下り線・2020年2月21日午前9時 第1期リニューアルオープン、2020年7月22日午前9時 グランドオープン[2]
- EXPASA富士川（東名高速道路 富士川SA〈静岡県富士市〉） - 上り線・2013年12月21日午前8時30分 グランドオープン[3]
- EXPASA Cafe 羽田（東京国際空港〈東京都大田区〉） - 2014年3月1日午前8時オープン、高速道路以外では初[4]
- EXPASA浜名湖（東名高速道路 浜名湖SA〈静岡県浜松市浜名区〉） - 上下線・2019年12月5日午前11時 グランドオープン[5]

## EXPASAギャラリー

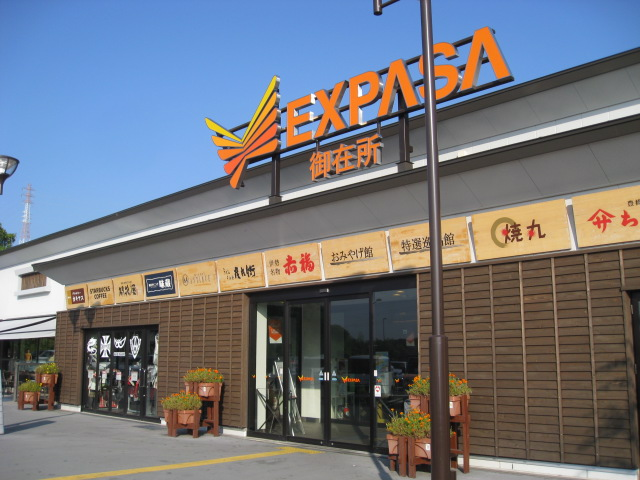
EXPASA御在所（御在所SA上り）
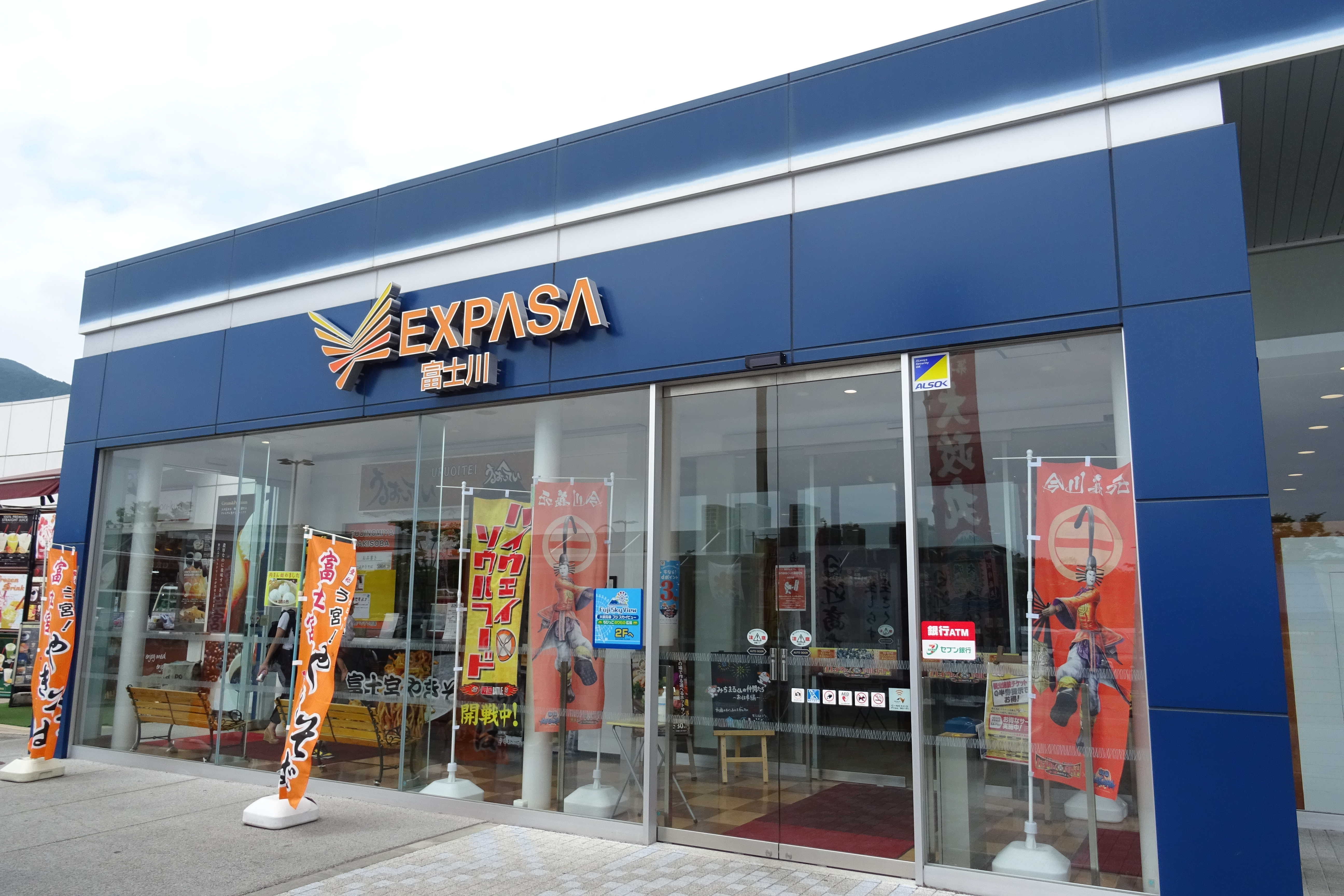
EXPASA富士川（富士川SA上り）
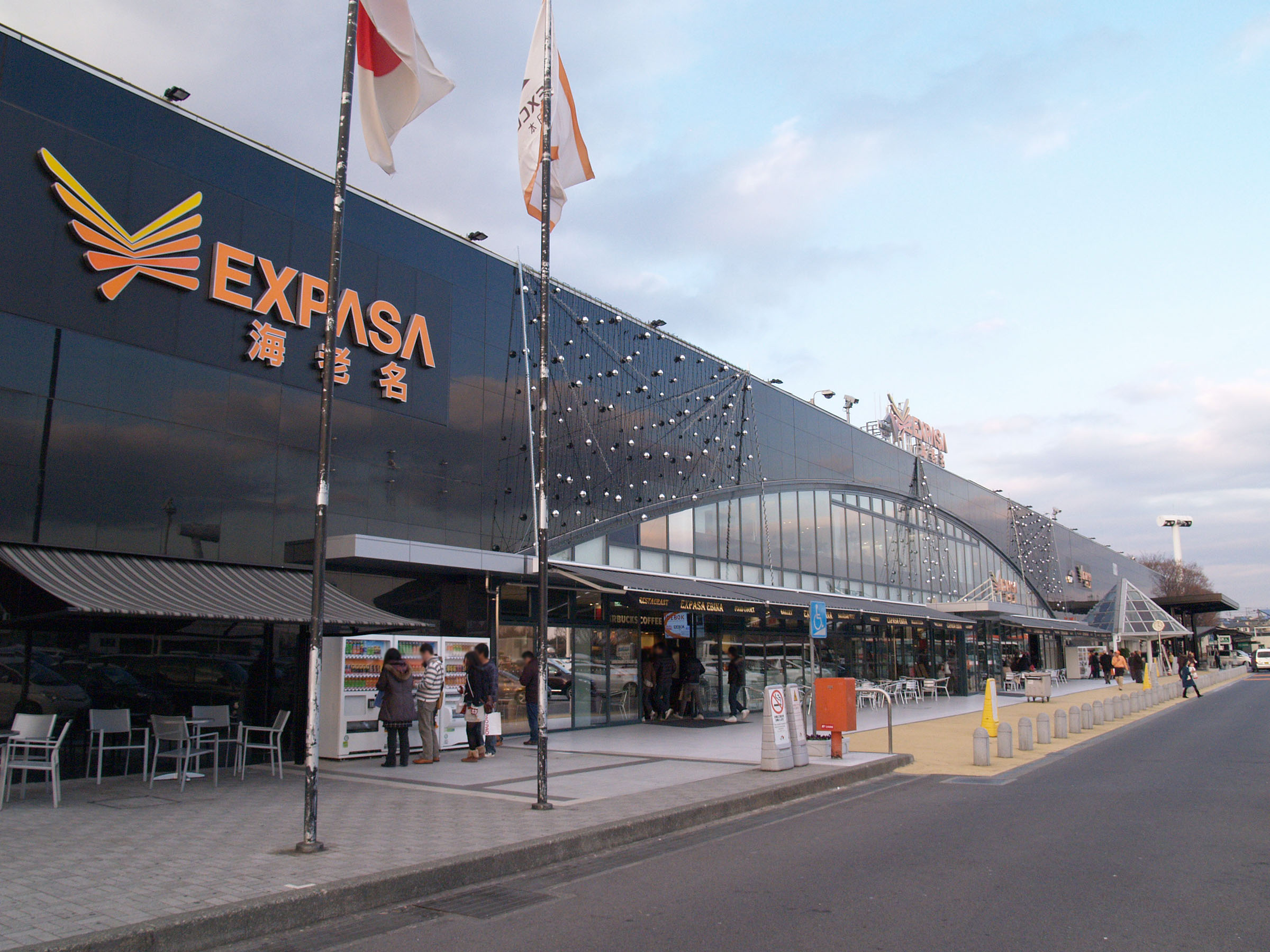
EXPASA海老名（海老名SA上り）
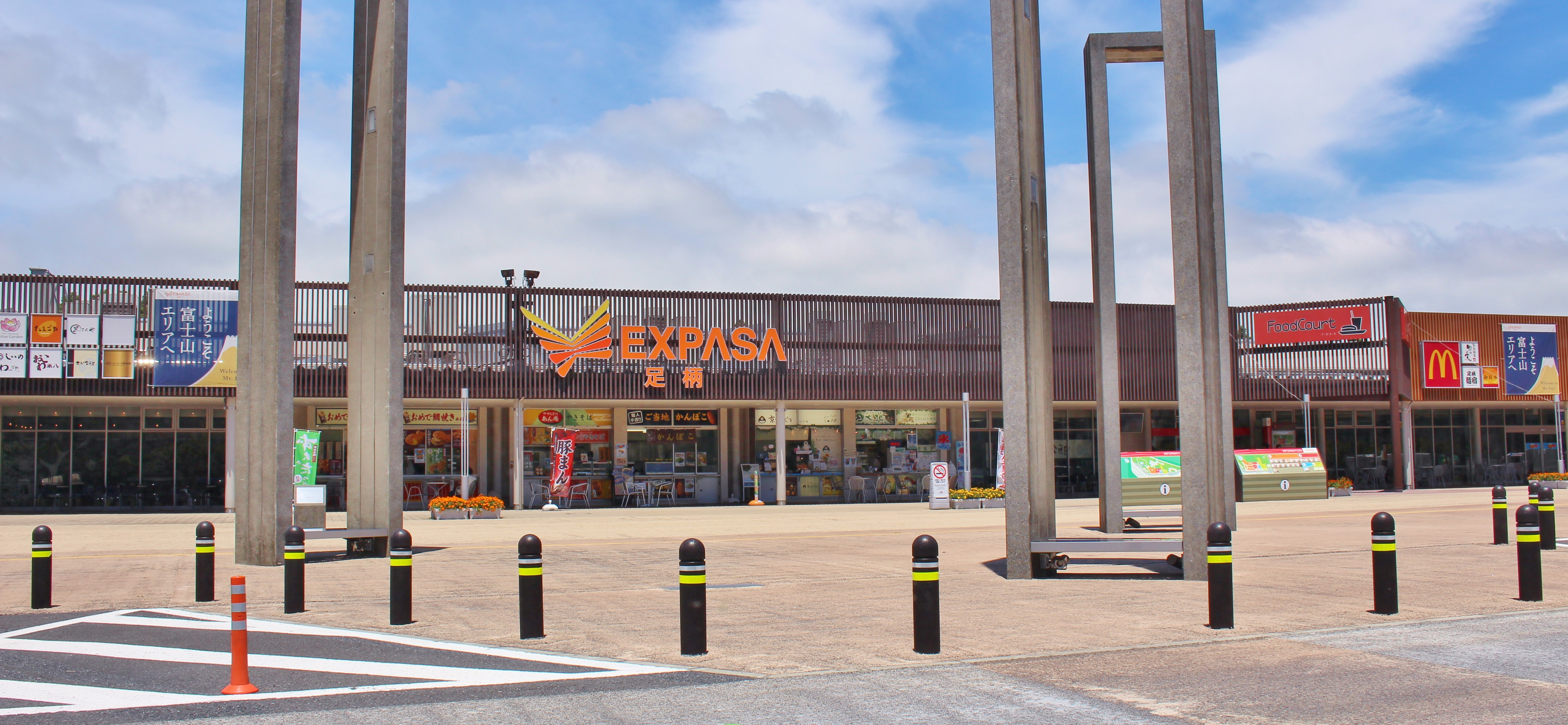
EXPASA足柄（足柄SA上り）
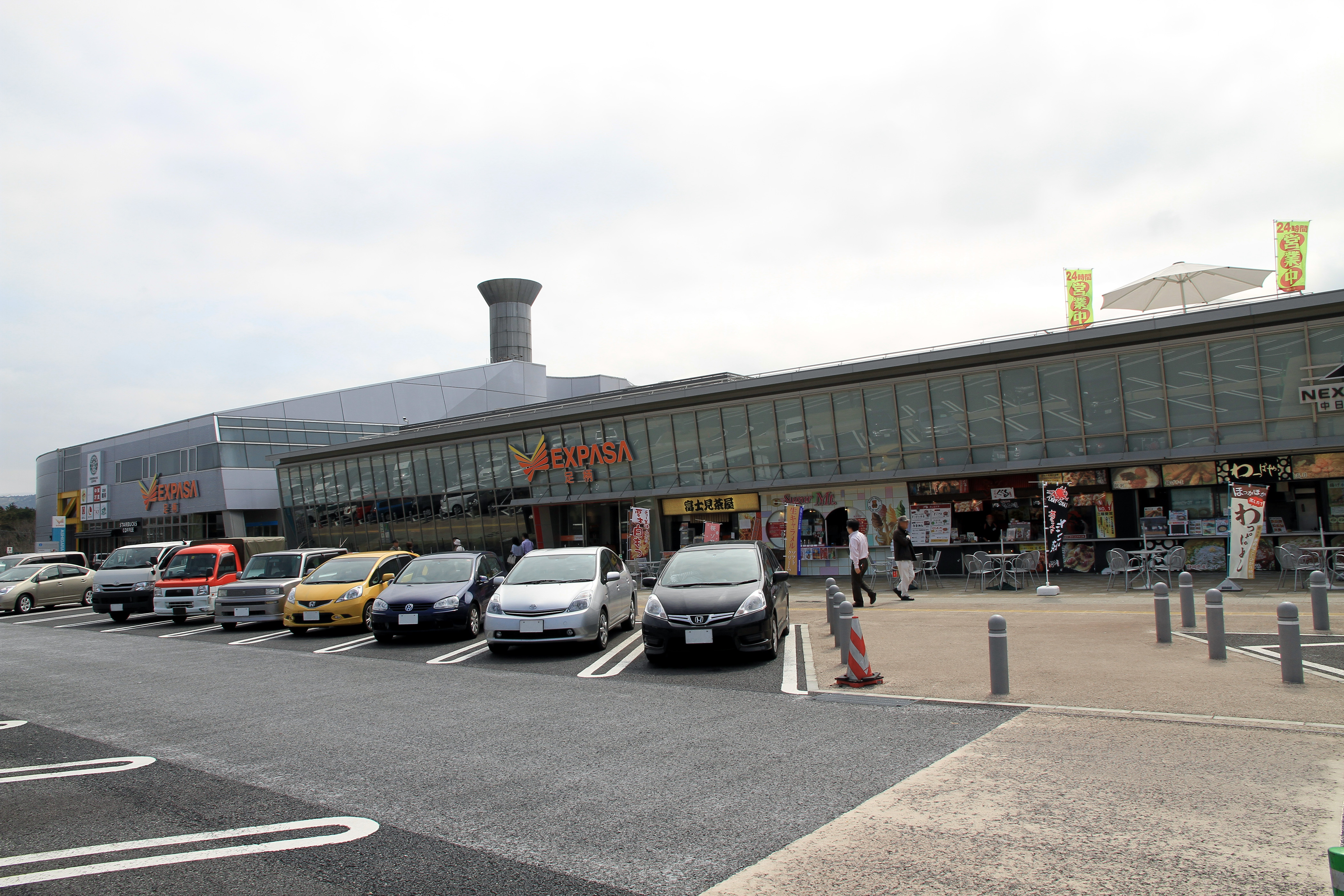
EXPASA足柄（足柄SA下り）
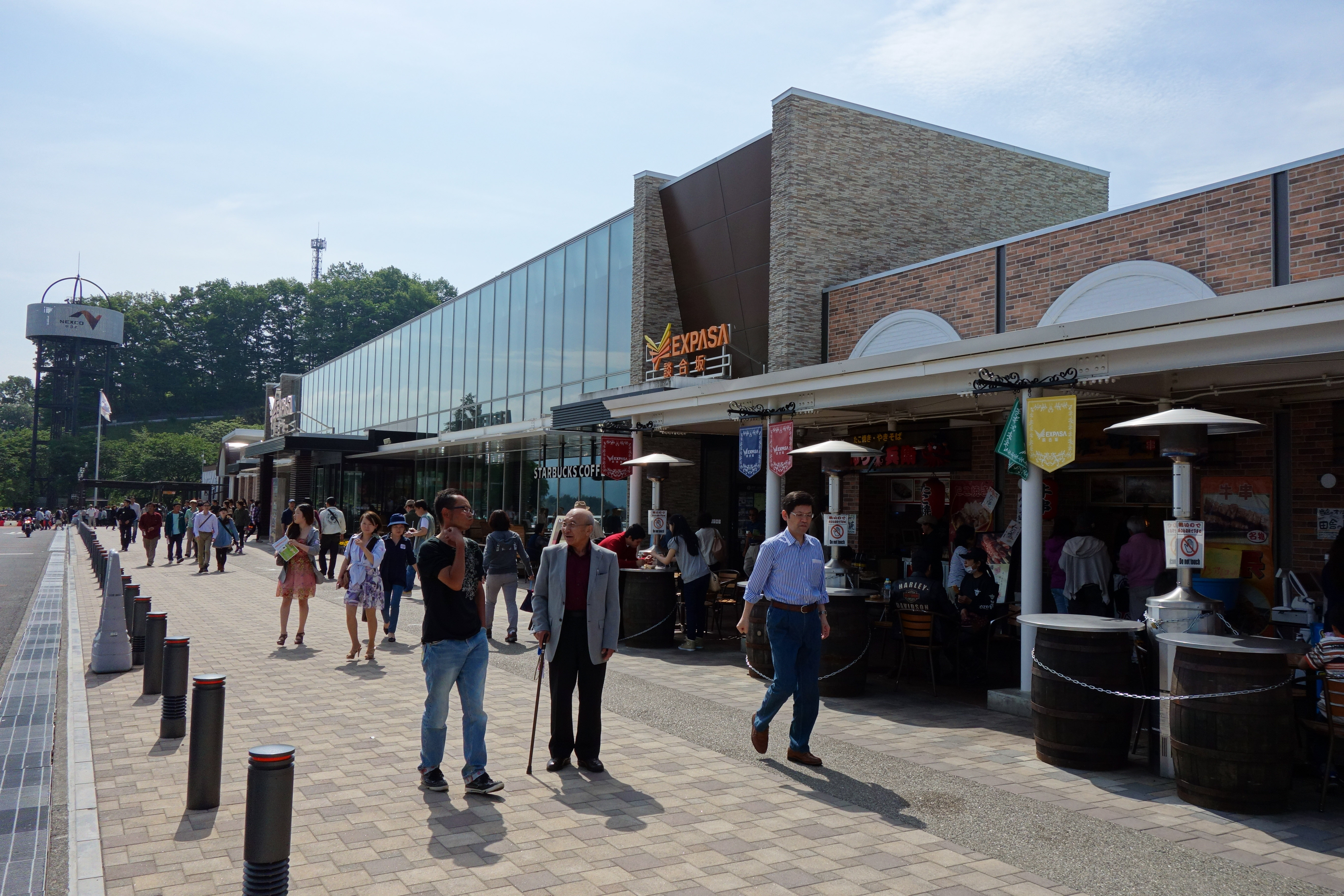
EXPASA談合坂（談合坂SA下り）